# Liste der Kulturdenkmäler in Meckenheim (Pfalz)
In der Liste der Kulturdenkmäler in Meckenheim sind alle Kulturdenkmäler der rheinland-pfälzischen Ortsgemeinde Meckenheim aufgeführt. Grundlage ist die Denkmalliste des Landes Rheinland-Pfalz (Stand: 19. Dezember 2024).

## Einzeldenkmäler
| Bezeichnung                    | Lage                                                        | Baujahr                            | Beschreibung | Bild                           |
| ------------------------------ | ----------------------------------------------------------- | ---------------------------------- | --- | ------------------------------ |
| Wohnhaus                       | Brunnengasse 1 Lage                                         | spätes 18. Jahrhundert             | Wohnhaus, eineinhalbgeschossiger Krüppelwalmdachbau, wohl aus dem späten 18. Jahrhundert | BW                             |
| Wohnhaus                       | Hauptstraße 10 Lage                                         | zweite Hälfte des 18. Jahrhunderts | eineinhalbgeschossiger spätbarocker Putzbau, zweite Hälfte des 18. Jahrhunderts, Dachhäuschen aus dem späten 19. Jahrhundert | BW                             |
| Hofanlage                      | Hauptstraße 28 Lage                                         | 18. und 19. Jahrhundert            | Dreiseithof, 18. und 19. Jahrhundert; spätbarocker Krüppelwalmdachbau, teilweise verputztes Fachwerk, bezeichnet 1777, Toranlage bezeichnet 1816, Bruchstein-Scheune, im Kern aus dem 18. Jahrhundert, 1855 verändert                                                                             | BW                             |
| Hofanlage                      | Hauptstraße 50 Lage                                         | 1700                               | Vierseithof, 18. und 19. Jahrhundert; Wohnhaus, teilweise Zierfachwerk, im Kern 1700 bezeichnet, rückwärtig Nebentrakte, teilweise Fachwerk, erste Hälfte des 19. Jahrhunderts, Toranlage mit Wappenstein, bezeichnet 1588, Bogen bezeichnet 1703                                                 | Fotos hochladen                |
| Protestantisches Pfarrhaus     | Hauptstraße 52 Lage                                         | 1885                               | großvolumiger zweieinhalbgeschossiger Gründerzeitbau, 1885 | Fotos hochladen                |
| Wohnhaus                       | Hauptstraße 54 Lage                                         | 16. oder 17. Jahrhundert           | L-förmiges gründerzeitliches Wohnhaus, bezeichnet 1887, im Kern aus dem 16. oder 17. Jahrhundert, Torfahrt bezeichnet 1731, dreiteiliger Ladeneingang, rückseitig bezeichnet 1824; zwei Sandsteinhochreliefs, bezeichnet 1681 und 1700, Treppenturm wohl aus dem 16. Jahrhundert; ortsbildprägend | Fotos hochladen                |
| Wohnhaus                       | Hauptstraße 57 Lage                                         | um 1700                            | Eckwohnhaus, wohl um 1700, Fachwerk im späteren 18. Jahrhundert massiv ersetzt; Toranlage, bezeichnet 1535 und 1698 | Fotos hochladen                |
| Protestantische Kirche         | Hauptstraße 59 Lage                                         | 1748                               | spätbarocker Saalbau mit Glockentürmchen, bezeichnet 1748; Walcker-Orgel von 1854; Portal um 1925, von J. Brunner, Neustadt, als Kriegerdenkmal verändert; spätklassizistischer Kenotaph, um 1825; zwei Grabplatten mit Wappenreliefs, 18. Jahrhundert                                            | weitere Bilder Fotos hochladen |
| Spolie                         | Hauptstraße, an Nr. 70 Lage                                 |                                    | Stichbogen der ehemaligen Mannpforte, bezeichnet 1783 | Fotos hochladen                |
| Kellerportal                   | Hauptstraße, an Nr. 77 Lage                                 | 1584                               | Kellerportal, bezeichnet 1584 | BW                             |
| Gartenpforte                   | Hauptstraße, zu Nr. 78 Lage                                 | 1731                               | Gartenpforte, bezeichnet 1731 | Fotos hochladen                |
| Spolien                        | Hauptstraße, an Nr. 83 Lage                                 | 18. Jahrhundert                    | zwei Schlusssteine: am Wohnhaus aus dem 18. Jahrhundert, am Nebenhaus bezeichnet 1774 | Fotos hochladen                |
| Katholischer Pfarrhof          | Hauptstraße 96 Lage                                         | 1721                               | Walmdachbau (verändert) mit sandsteingegliederter Fassade von 1721, im Kelterhaus Torgewände, bezeichnet 1582, Pfeiler der Pforte 18. Jahrhundert, Sturz wohl um 1600; bauliche Gesamtanlage mit Kirche und ehemaligem Kirchhof                                                                   | BW                             |
| Torbogen                       | Hauptstraße, an Nr. 113a Lage                               | 16. oder 17. Jahrhundert           | Renaissance-Torbogen | Fotos hochladen                |
| Wohnhaus                       | Hauptstraße 118/118a Lage                                   | 1742                               | Doppelwohnhaus, teilweise Fachwerk, bezeichnet 1742 | Fotos hochladen                |
| Friedhofskreuze                | Hauptstraße, auf dem Friedhof am östlichen Ortseingang Lage | 1837                               | 1837 angelegt, im späten 19. Jahrhundert und nach 1945 erweitert; zwei Friedhofskreuze: spätbarockes Fünf-Wunden-Kreuz, bezeichnet 1750, und neugotisches Schaftkreuz, Metallkorpus, um 1890 | BW                             |
| Katholische Kirche St. Ägidius | In der Froschau 1 Lage                                      | 1748                               | spätbarocker Saalbau mit zwiebelhaubenbekröntem Glockentürmchen, 1748, Erweiterung 1964 | weitere Bilder Fotos hochladen |

## Ehemalige Kulturdenkmäler
| Bezeichnung | Lage                | Baujahr                  | Beschreibung | Bild |
| ----------- | ------------------- | ------------------------ | --- | ---- |
| Hofanlage   | Hauptstraße 75 Lage | 16. oder 17. Jahrhundert | ehemalige Hofanlage, Vorbehalt, teilweise Fachwerk (verputzt), wohl aus dem 16. oder 17. Jahrhundert; abgebrochen und aus Denkmalliste gelöscht | BW   |